# Waddān
Waddān är en ort i Libyen.   Den ligger i distriktet Al Jufrah, i den centrala delen av landet, 500 km sydost om huvudstaden Tripoli. Waddān ligger 251 meter över havet och antalet invånare är 27 590.
Terrängen runt Waddān är platt.  Trakten runt Waddān är nära nog obefolkad, med mindre än två invånare per kvadratkilometer. Waddān är det största samhället i trakten. Trakten runt Waddān är ofruktbar med lite eller ingen växtlighet.